# Chevannes-Changy
Chevannes-Changy ist eine französische Gemeinde mit 136 Einwohnern (Stand 1. Januar 2022) im Département Nièvre in der Region Bourgogne-Franche-Comté (vor 2016 Bourgogne). Sie gehört zum Arrondissement Clamecy und zum Kanton Corbigny (bis 2015 Brinon-sur-Beuvron).

## Geographie
Chevannes-Changy liegt etwa 57 Kilometer südsüdwestlich von Auxerre am Rande des Morvan. Umgeben wird Chevanges-Changy von den Nachbargemeinden von Parigny-la-Rose im Norden, Taconnay im Nordosten, Brinon-sur-Beuvron im Osten, Bussy-la-Pesle im Südosten, Champlin im Süden, Authiou im Südwesten, Chazeuil im Westen und Südwesten, Corvol-d’Embernard im Westen sowie Marcy im Nordwesten.

## Bevölkerungsentwicklung
| Jahr                       | 1962 | 1968 | 1975 | 1982 | 1990 | 1999 | 2006 | 2011 | 2016 |
| Einwohner                  | 266  | 243  | 230  | 191  | 166  | 157  | 156  | 143  | 129  |
| Quellen: Cassini und INSEE |      |      |      |      |      |      |      |      |      |

## Sehenswürdigkeiten
- Kirche Saint-Cyr-Sainte-Julitte in Chevannes, 1822 wieder erbaut
- Kirche Saint-Jacques-le-Majeur in Changy
- Schloss Treigny